# Thomas Elfe
Vous lisez un « bon article » labellisé en 2014.
Thomas Elfe (1719 - 28 novembre 1775) est un architecte d'intérieur et ébéniste anglais.
Né et formé à Londres, il immigre en Amérique dans les années 1740 et s'installe définitivement à Charleston dans la province de Caroline du Sud. Le contexte socio-économique de la région lui permet de prospérer. Il invente, crée, et commercialise du mobilier de qualité apprécié des familles fortunées. Chef d'entreprise aux méthodes innovantes, il devient le plus célèbre artisan de meubles pendant l'époque coloniale de l'Amérique au XVIIIe siècle. Des exemplaires de ses œuvres sont désormais exposés dans plusieurs monuments et musées américains.

## Biographie

### Carrière professionnelle
D'origines écossaises, Thomas Elfe naît en 1719 à Londres (Angleterre). Formé au métier d'ébéniste par son oncle, il émigre de l'Angleterre dans les années 1740 et se rend en Virginie, puis, aux alentours de 1746, s'installe à Charleston (Province de Caroline du Sud).
Dans le milieu du XVIIIe siècle, « Charles Town » est une ville en plein essor économique. Les citoyens de classes moyennes deviennent plus riches qu'à New York ou à Philadelphie. Leurs achats de mobilier est une activité lucrative pour les artisans et les ébénistes locaux. Les habitants de Charleston se considèrent comme des citoyens anglais, vivant dans la province de Caroline du Sud. Ils imitent la société londonienne en cherchant, par exemple, à posséder des meubles de qualité. Les riches de Charleston apprécient le style londonien et délaissent la production des menuisiers locaux.
Thomas Elfe cherche à faire connaître ses qualités. En octobre 1747, par exemple, il fait paraître une annonce dans la South Carolina Gazette pour une paire de grandes appliques murales sculptées et dorées, d'une valeur de 150 livres sterling,.
Reconnu comme un « maître » de l'artisanat, il s'adjoint un ou deux apprentis et leur confie des tâches de réparation et de construction de charpente et de meubles.
Désormais fabricant-artisan de meubles établi, l'affaire va prospérer dans cette économie florissante et entraîner la réussite et la rentabilité de l'atelier de menuiserie de Thomas Elfe.
Pendant cette période de l'époque coloniale de l'Amérique, il est considéré comme le meilleur artisan de meubles de Charleston au XVIIIe siècle. Le livre de comptabilité de l'entreprise est conservé par la Charleston Library Society. Couvrant plusieurs exercices comptables, il montre que, entre 1768 et 1775, Thomas Elfe, accompagné de plusieurs employés, produit plus de mille cinq-cents pièces de mobilier, y compris des armoires finement détaillées. Ces documents montrent aussi qu'il vend environ dix-sept pièces de mobilier par mois en moyenne.
Sa carrière professionnelle dure près de trente ans, de 1746 à 1775 approximativement. Un moment, sa fortune s'élève à plus de 6 200 livres sterling. L'historien local de Charleston, ancien directeur du musée de Charleston, E. Milby Burton (1889-1977), attribue à Thomas Elfe la création d'une partie du mobilier le plus beau de renommée nationale jamais produit. E. Milby Burton le qualifie comme le plus célèbre artisan de meubles ayant connu un grand succès au XVIIIe siècle,,.

### Vie privée et relations
En juin 1748, Thomas Elfe se marie à Marie Hancock, une veuve, qui meurt quelques mois plus tard. Il ne se remarie qu'à la fin de l'année 1755, où il épouse Rachel Prideau. Ils ont six enfants : William, Elizabeth, Hannah, George, Thomas et Benjamin.
Le travail de Thomas Elfe influence Thomas Chippendale (1718-1779),. Leurs vies ont de nombreux points communs. Tous deux naissent en Angleterre à la même époque et passent tous deux leur enfance à Londres. Ils sont en apprentissage dans la capitale dans les années 1730 ; Thomas Elfe est l'apprenti de son oncle, tandis que Thomas Chippendale est l'apprenti de son père. Chacun d'eux se marie en 1748, devient ensuite veuf, puis se remarie. Chacun a un fils du nom de Thomas qui reprend plus tard l'entreprise de meubles de son père. Ils vivent pendant les périodes sombres de la révolution américaine sans être affectés. Ils ont tous les deux de grands magasins de meubles avec de nombreux employés, et meurent à quatre ans d'intervalle.
Thomas Elfe est aussi un ami proche du menuisier et sculpteur de Charleston, Thomas Watson. Il apprend beaucoup de ses savoir-faire. Quand Thomas Watson meurt en 1747, il choisit Elfe comme héritier de son entreprise et ses effets personnels.

### Décès et testament

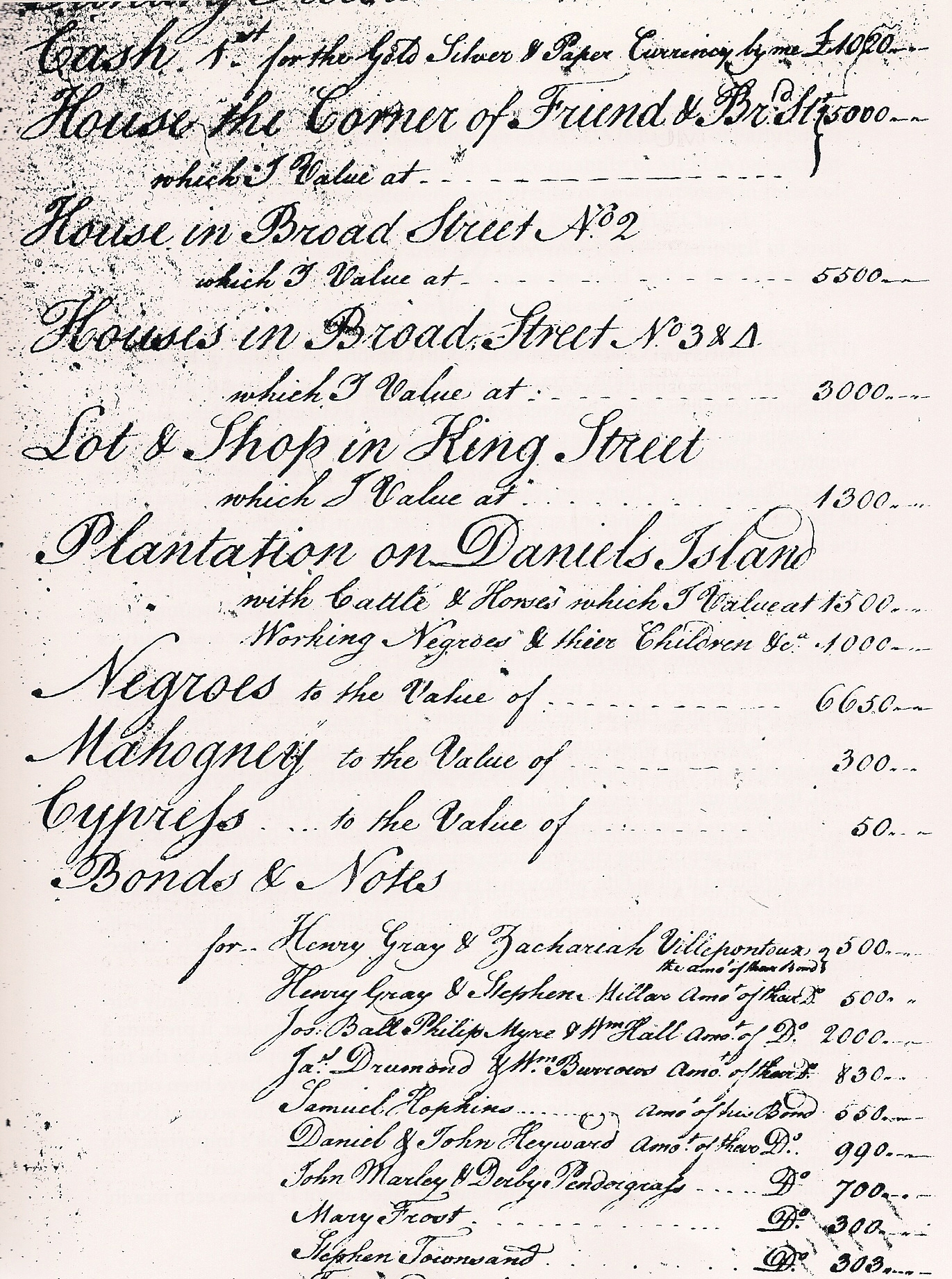
Testament de Thomas Elfe datant du 7 juillet 1775.

Thomas Elfe meurt le 28 novembre 1775 à Charleston, à l'âge de 56 ans. Le lieu de son inhumation n'est pas connu. Chacun de ses enfants reçoit une maison de ville et 1 000 livres sterling. William hérite aussi de la plantation d'Amelia Township et de ses huit nègres. Thomas, son seul fils ébéniste, reçoit le matériel de l'entreprise, la propriété associée et trois ébénistes noirs, nommés Joe, Jack et Paul. Thomas Elfe qui les possédait, en tant qu'esclaves, les employait à diverses tâches dont le nettoyage et les petites réparations de meubles. Rachel, sa femme, et ses amis, Thomas Hutchinson et Benjamin Baker sont ses exécuteurs testamentaires.

## Travaux
La production de Thomas Elfe, créateur de meubles innovants, se compose de tables et de plateaux à thé, de manches de cafetière, de bibliothèques, de chaises de salon, mais aussi de coffres empilables, de doubles commodes et d'armoires intégrées. Privilégiant le style londonien, ses œuvres peuvent être également de style géorgien, rococo, gothique, chinois ou encore français.
Pour optimiser ses réalisations, Thomas Elfe met en place, avec son associé Thomas Hutchinson, vingt-trois artisans blancs et environ huit noirs, une chaîne de fabrication bien organisée, divisée en cinq parties. La chaîne commence avec Jeremiah Sharp qui scie l'acajou parallèlement à un deuxième groupe de charpentiers, comprenant notamment Thomas Ralph, qui prépare le cyprès utilisé pour la structure du meuble. La majeure partie du processus se déroule, après, dans le magasin lui-même, où sont conçus les plus petits articles. Ensuite, les sculpteurs les embellissent. La dernière étape de la chaîne de production est l'ensemble des finitions, tâches qui sont toujours accomplies à l'extérieur du magasin. En utilisant cette méthode de sous-traitance, Thomas Elfe réorganise le système de fabrication dans les ateliers alors que d'autres ébénistes célèbres de Londres tentent, aussi à cette époque, de faire de même.
Des œuvres de Thomas Elfe sont exposées à l'hôtel particulier du gouverneur de Caroline du Sud à Columbia, au Charleston Museum, au DeWitt Wallace Decorative Arts Museum en Virginie, au Musée des Premiers Arts Décoratifs du Sud en Caroline du Nord, ou encore au Winterthur Museum, Garden and Library dans le Delaware. En 1758, il fabrique des chaises et des tables pour la Chambre du Conseil pour 728 livres sterling. Deux ans plus tard, il reconstruit la charpente de l'église épiscopale Saint-Michel. Aux alentours de 1763, les marguilliers de cette église lui demandent de concevoir l'autel. Thomas Elfe ferme le magasin à une date inconnue.
Aucun meuble n'a, jusqu'à présent, été trouvé avec l'étiquette d'usage au nom de Thomas Elfe. S'il les identifiait ainsi, il est toutefois peu probable qu'elles aient résisté aux étés humides de Charleston et aux insectes se nourrissant de la colle. Pour reconnaître un meuble fabriqué par Thomas Elfe, les chercheurs s'appuient donc sur d'autres pistes, notamment du fait qu'il a produit d'énormes quantités de meubles, ce qui augmente les possibilités de trouver des pièces authentiques.
Certaines caractéristiques exceptionnelles communes à plusieurs meubles, trouvés récemment à Charleston, indiquent clairement qu'ils sont fabriqués par le même ébéniste. Par exemple, la frette — un ornement formé de demi-baguettes dessinant sur une surface plane des lignes brisées qui se coupent — est reprise sur un grand nombre de ces meubles. Bien qu'il soit impossible de lui attribuer expressément cette particularité — technique courante à son époque —, son utilisation constante sur les meubles trouvés à Charleston permet de penser que ces pièces sont l'œuvre de Thomas Elfe, excluant presque tout autre artisan.

## Patrimoine immobilier

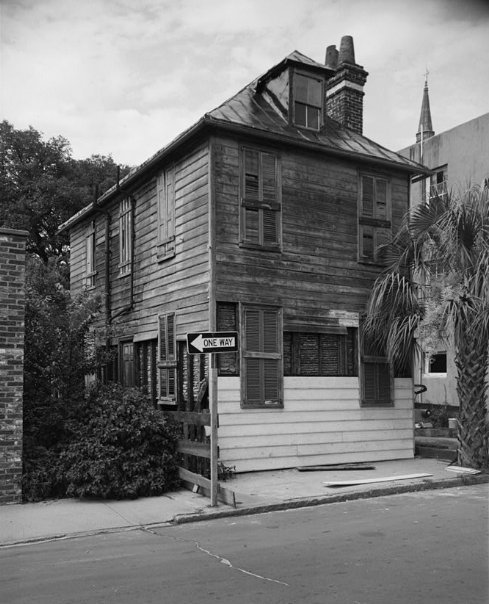
La maison de Thomas Elfe en 1963 avant sa restauration.

Thomas Elfe est aussi un investisseur immobilier. Il s'enrichit en achetant, vendant ou louant des propriétés dans la région de Charleston. Il possède diverses propriétés qui lui servent, de temps en temps, de résidence principale, de havre de paix ou de magasin de meubles, mais dont les adresses sont incertaines. Une description de son magasin de meubles, dans la South Carolina Gazette du 28 septembre 1747, situe son atelier principal « près de Doct. Martin », un emplacement qui n'est plus connu. En 1748, son magasin se situerait « dans le coin opposé à Mr Eycott », lieu également inconnu.
Il possède un immeuble à Broad and Friend, aujourd'hui Legare. En 1766, dans la South Carolina Gazette, il est proposé à la location. L'annonce précise que la maison principale est haute de trois étages et que chaque étage possède trois chambres. Une maison séparée, dans la propriété, lui sert de boutique.
La maison de Thomas Elfe, située 54 Queen Street, qu'il conçoit et bâtit en 1760, existe toujours à Charleston.